# Shiqi
Shiqi, tidigare romaniserat Shekki, är ett stadsdelsdistrikt i Zhongshan i provinsen Guangdong i sydöstra Kina.